# Martin van Meytens

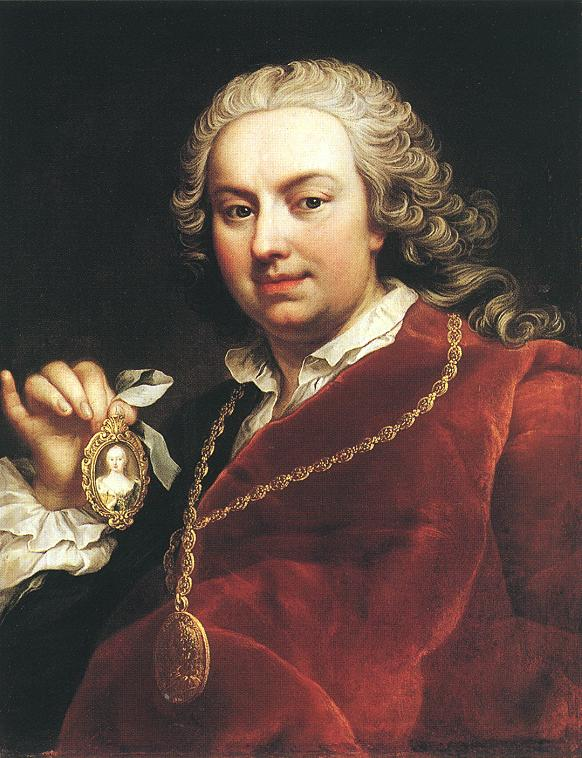
Martin van Meytens, Autoritratto, c. 1740

Martin van Meytens (Stoccolma, 16 giugno 1695 – Vienna, 23 marzo 1770) è stato un pittore svedese naturalizzato austriaco, divenuto famoso in particolare per essere stato il ritrattista ufficiale della corte viennese durante il periodo d'oro del Settecento.

## Biografia
Martin van Meytens nacque il 16 giugno 1695 a Stoccolma, ove venne battezzato. Nel 1714 si recò in Inghilterra dove poté studiare la ritrattistica di Anton van Dyck, dal quale venne certamente influenzato, e dove imparò la pittura a smalto.
Nel 1717 ottenne le prime committenze importanti da parte di Augusto II di Polonia, derivate anche dalla sua grande bravura nella ritrattistica e nelle miniature (lavori che eseguì anche per lo zar Pietro il Grande). Nel 1721 si trasferì a Vienna ove ottenne committenze dall'Imperatore Carlo VI, ove rimase per due anni per poi partire nel 1723 alla volta dell'Italia.
In Italia van Meytens fu a Venezia, Roma, Napoli, Firenze, Bologna, Modena, Milano, Torino e Genova. In particolare durante il suo periodo romano collaborò a delle opere per Benedetto XIII.
A partire dal 1731 egli venne ufficialmente accolto in seno alla corte viennese, divenendo pittore di corte della famiglia reale a partire dal 1740 con l'ascesa al trono di Maria Teresa d'Austria, la quale gli commissionò ben otto ritratti ufficiali nel corso della sua vita, incentrati sulla sua sola persona. Nel 1759 fu nominato Direttore dell'Accademia di belle arti di Vienna.
Rimase quindi a Vienna sino al 23 marzo 1770, data della sua morte.

## Opere
- 1721 circa; Suora in preghiera
- 1741; Ritratto dell'Imperatore Francesco I
- 1745-1750; La famiglia del conte Pálffy
- 1752/53; La famiglia Grill (Museo Gothenburg)
- Ritratto di Maria Teresa 1750-1755 (Palazzo di Schönbrunn)
- La famiglia imperiale, 1754 (Palazzo di Schönbrunn);
- Ritratto di Maria Teresa, 1759 (Accademia delle Belle Arti di Vienna)

## Galleria d'immagini

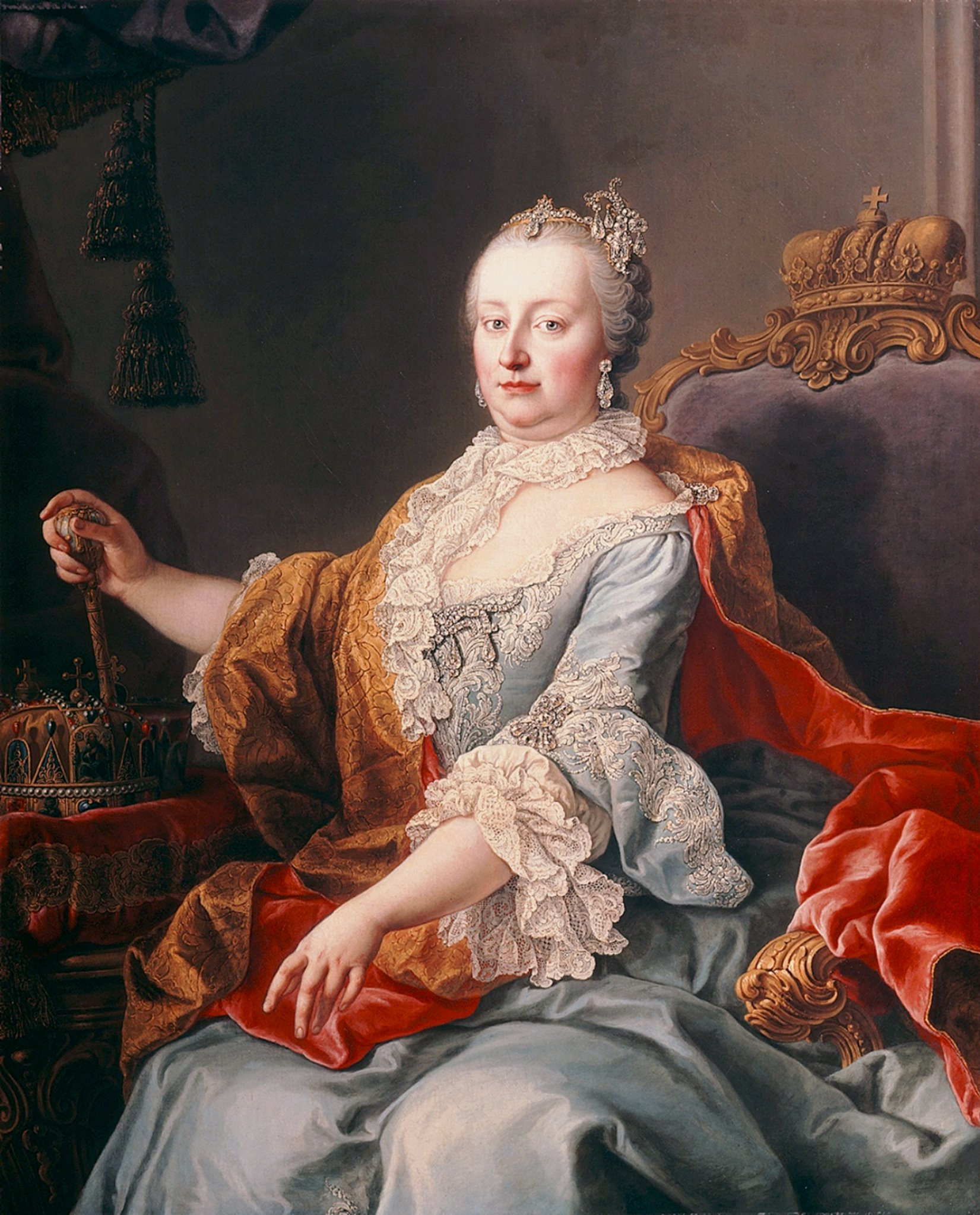
Maria Teresa d'Austria, Arciduchessa sovrana d'Austria
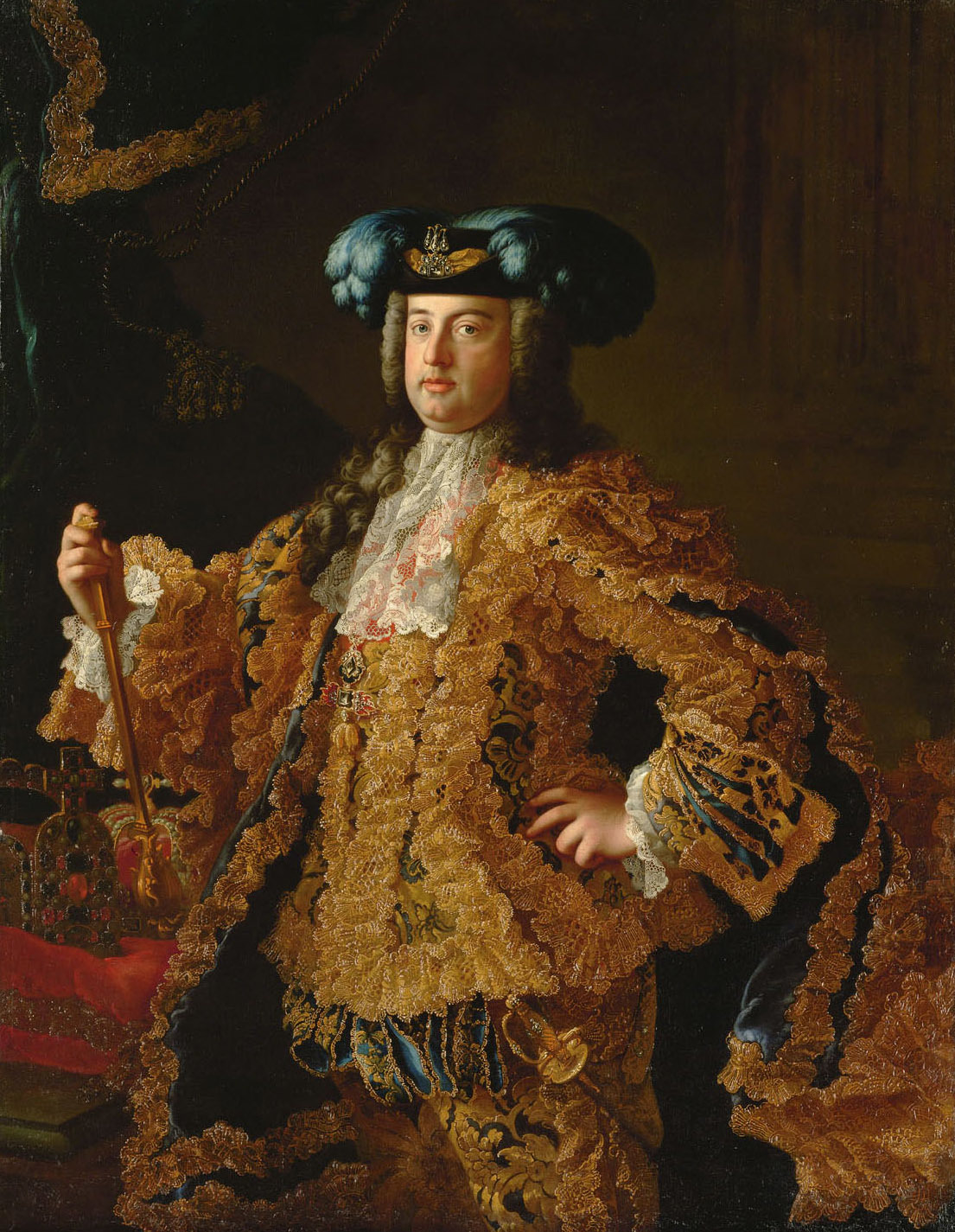
Francesco I di Lorena, sacro romano imperatore
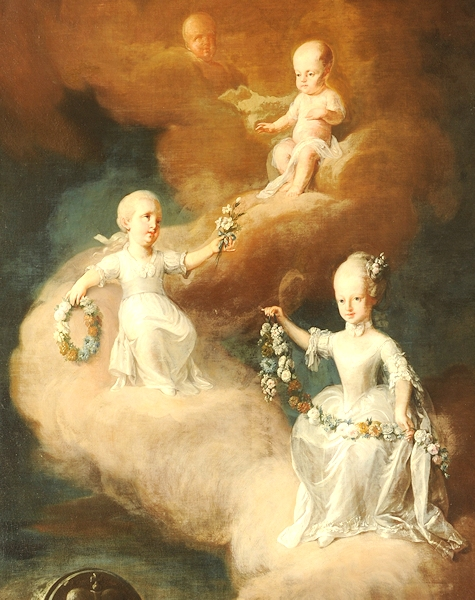
Le arciduchesse Maria Giovanna (1750-1762), Maria Elisabetta (1737-1740), Maria Carolina I (1740-1741) e Maria Carolina II (1748), (figlie di Maria Teresa d' Austria)
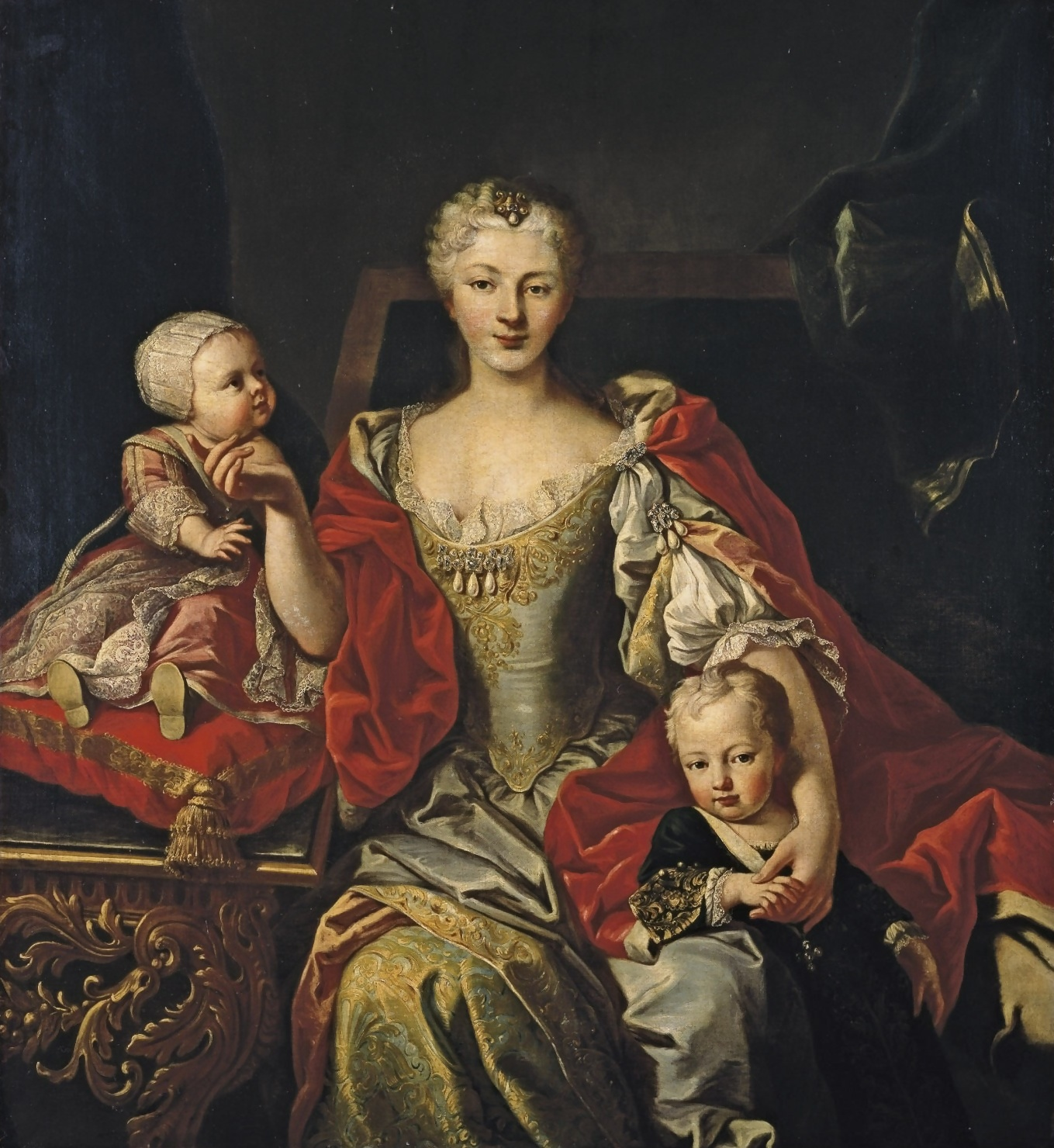
Polissena Cristina d'Assia, regina di Sardegna, con i figli
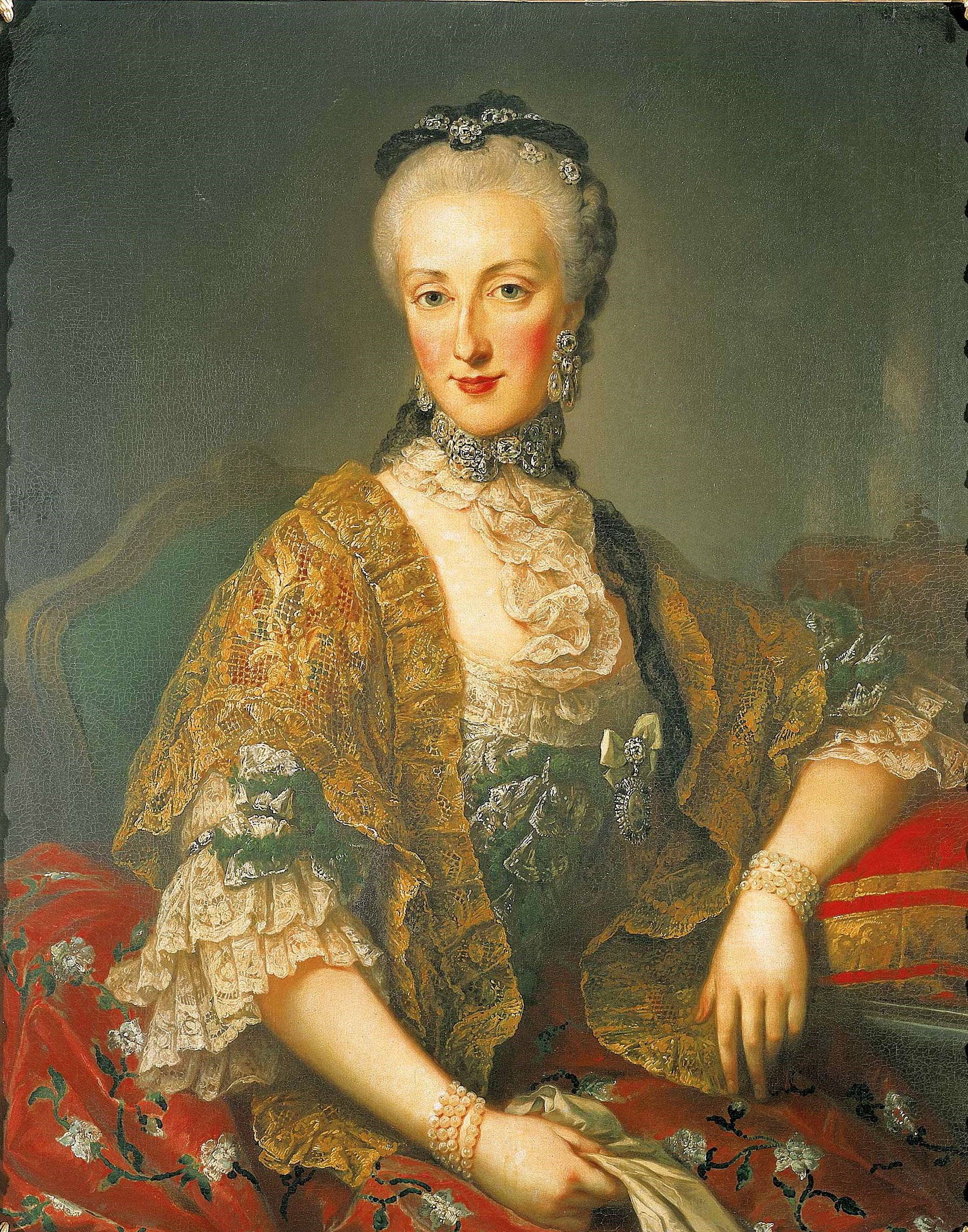
Maria Anna d'Asburgo-Lorena, badessa a Praga
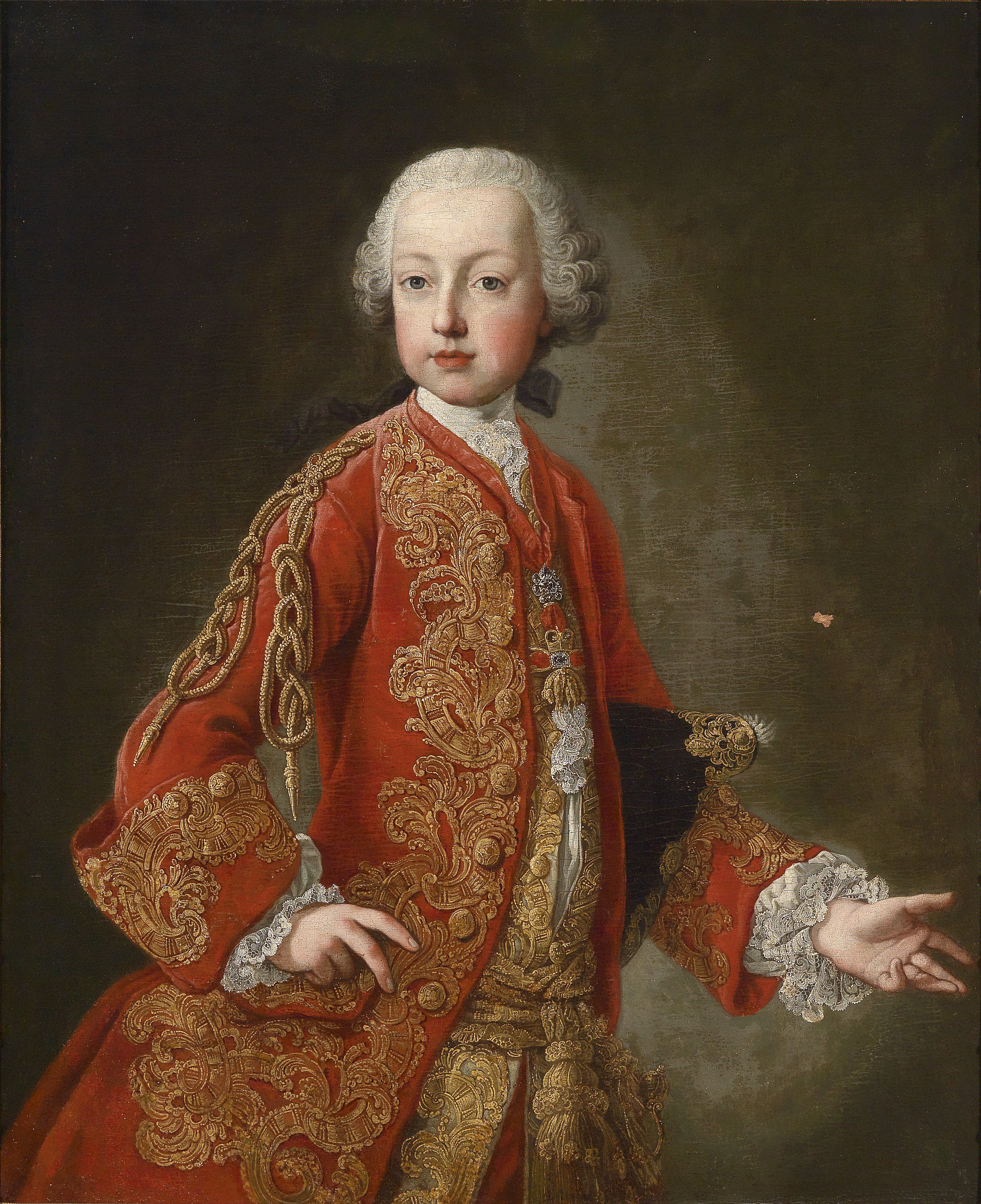
Giuseppe II d'Asburgo-Lorena, imperatore d'Austria
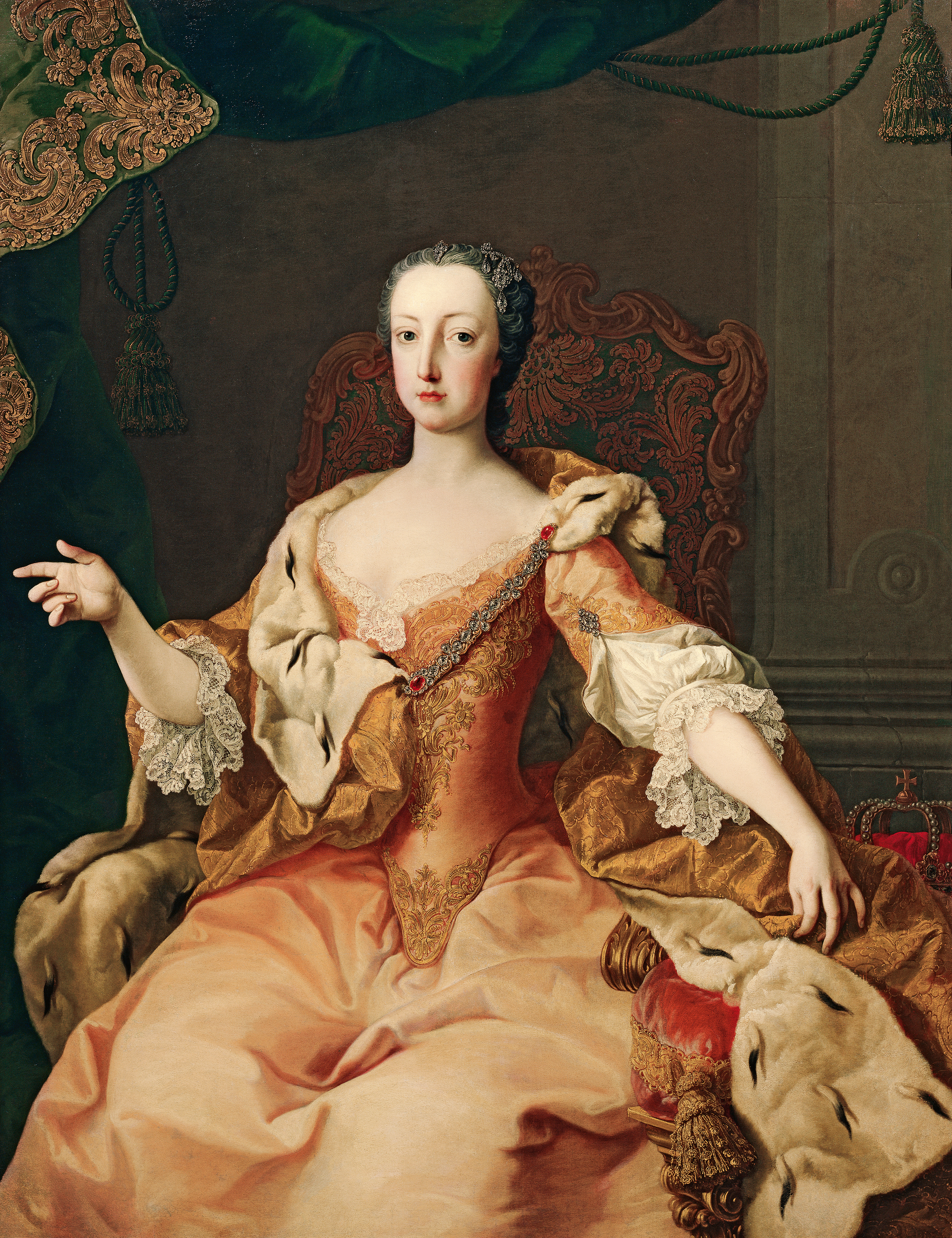
Maria Cristina d'Asburgo-Lorena, duchessa di Teschen
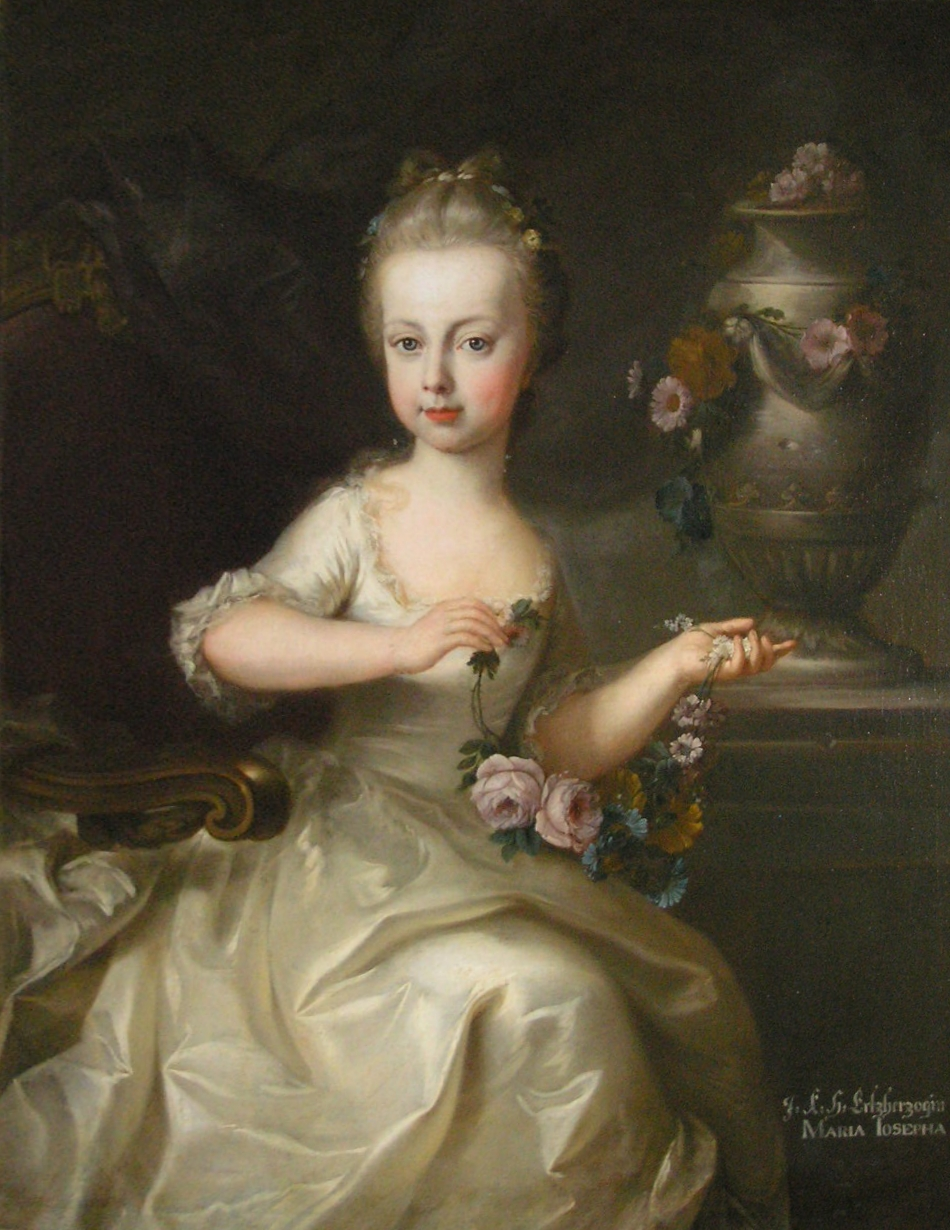
Maria Giuseppina d'Asburgo-Lorena, arciduchessa d'Austria
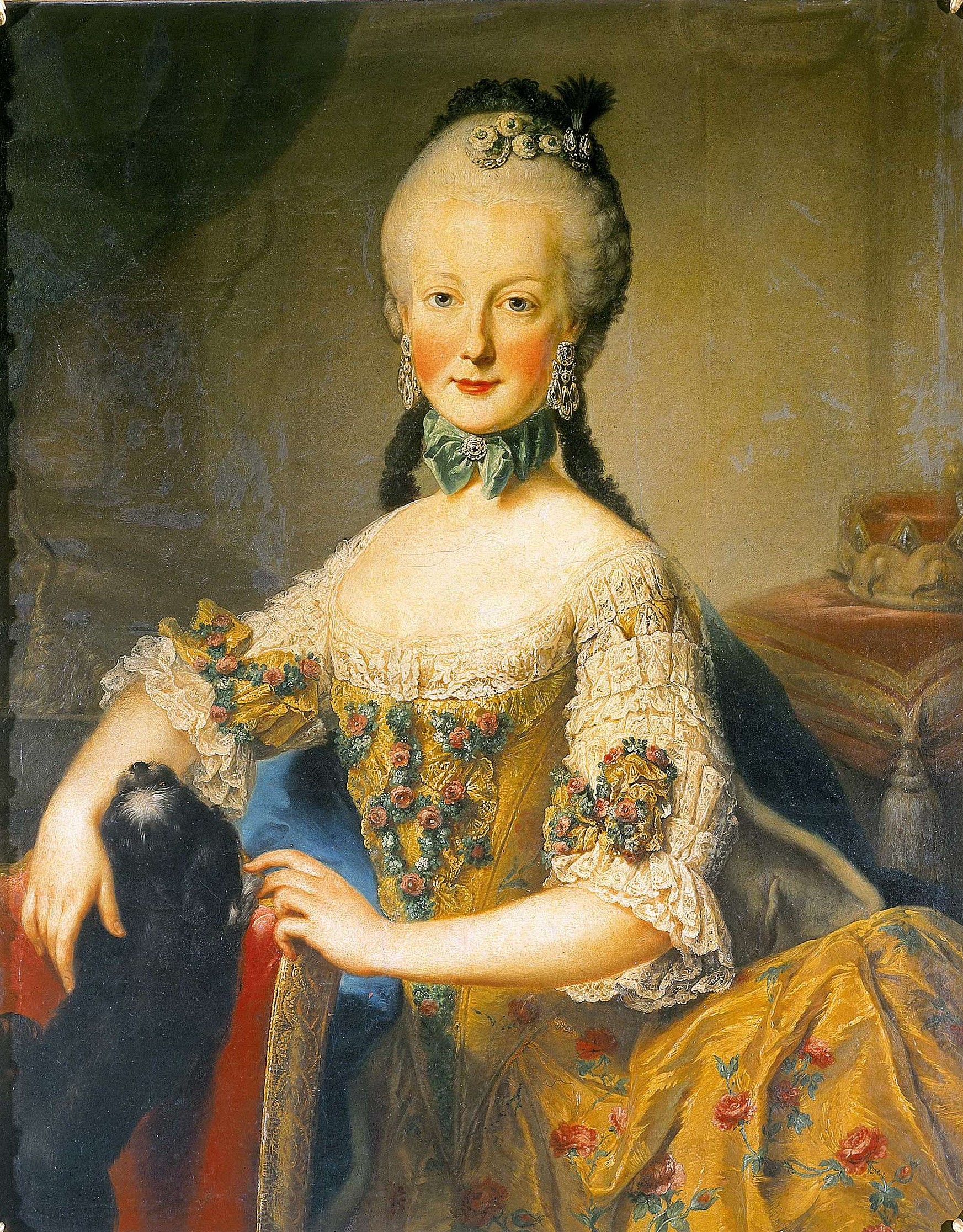
Maria Elisabetta d'Asburgo-Lorena, badessa a Innsbruck
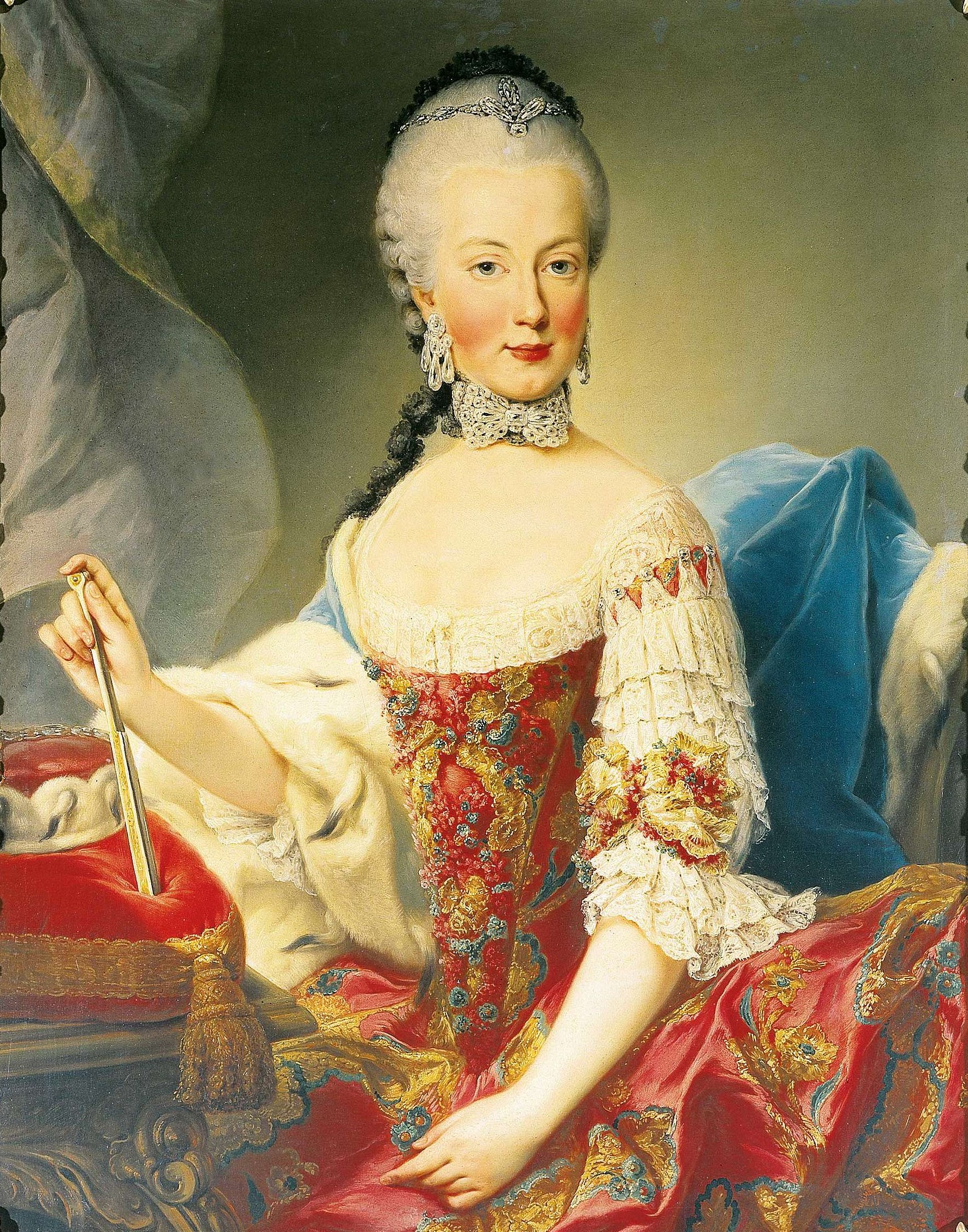
Maria Amalia d'Asburgo-Lorena, duchessa di Parma, Piacenza e Guastalla, infanta di Spagna
Maria Carolina d'Asburgo-Lorena, regina di Napoli e Sicilia, infanta di Spagna
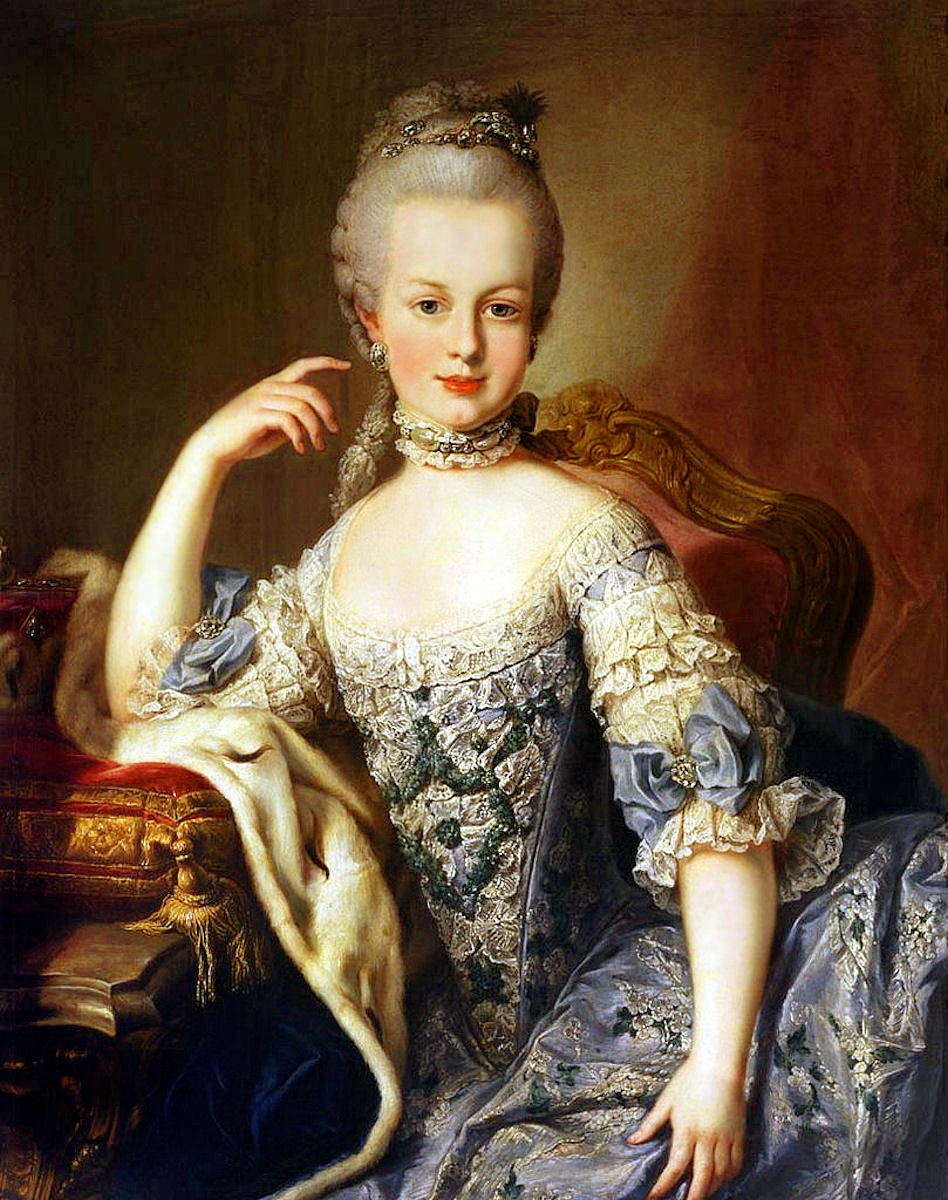
Maria Antonietta d'Asburgo-Lorena, regina di Francia e Navarra
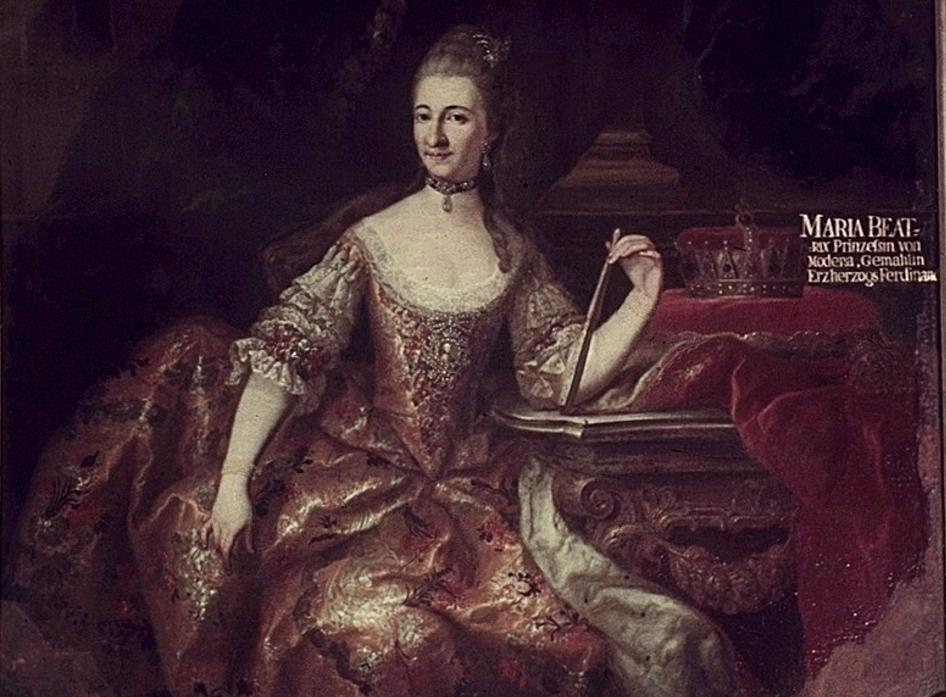
Maria Beatrice d'Este, duchessa di Massa e Carrara
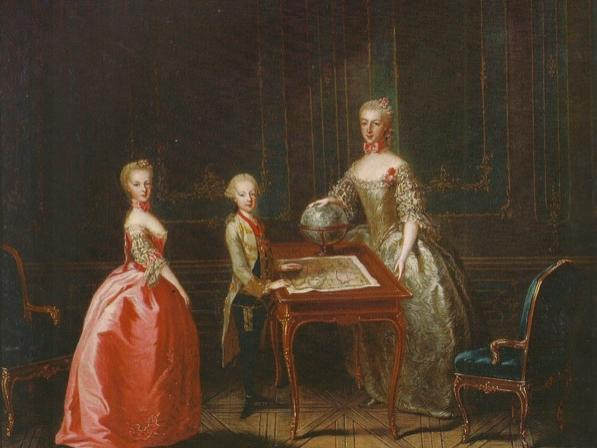
Gli arciduchi Ferdinando, Maria Giuseppina e Maria Amalia, (figli dell'imperatrice Maria Teresa)
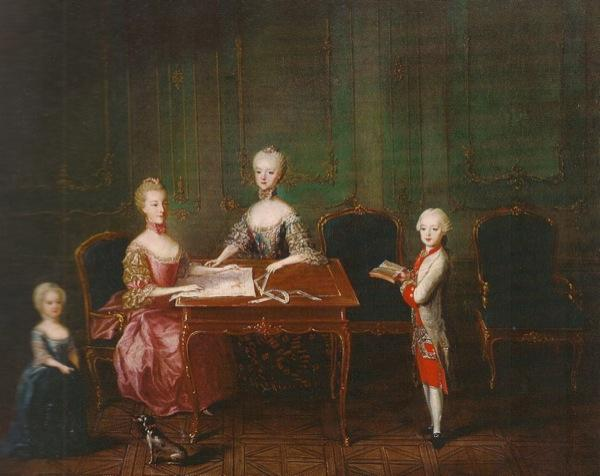
Le arciduchesse Maria Teresa (figlia di Giuseppe II), Maria Carolina, Maria Antonietta, e l'arciduca Massimiliano, (figli dell'imperatrice Maria Teresa d'Austria)
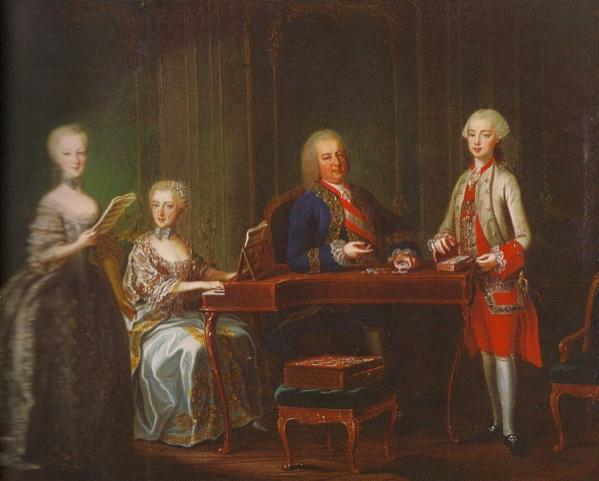
Le arciduchesse Maria Anna e Maria Elisabetta, e l'arciduca Leopoldo, (figli di Maria Teresa d'Austria), e l'imperatore Francesco, (marito di Maria Teresa d'Austria)
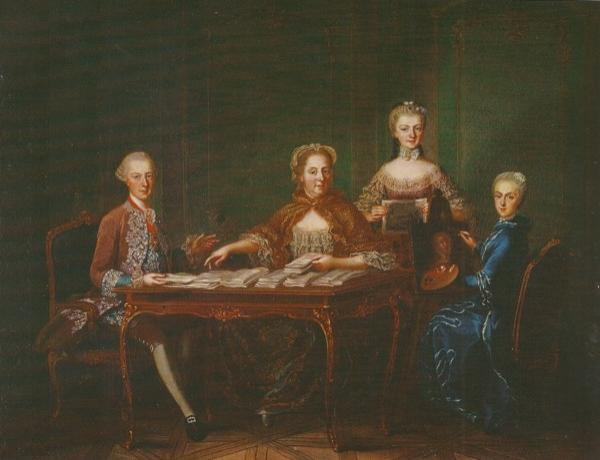
L'arciduca Giuseppe II, la madre Maria Teresa d'Austria, la sorella Maria Cristina e la moglie di Giuseppe Isabella di Borbone-Parma
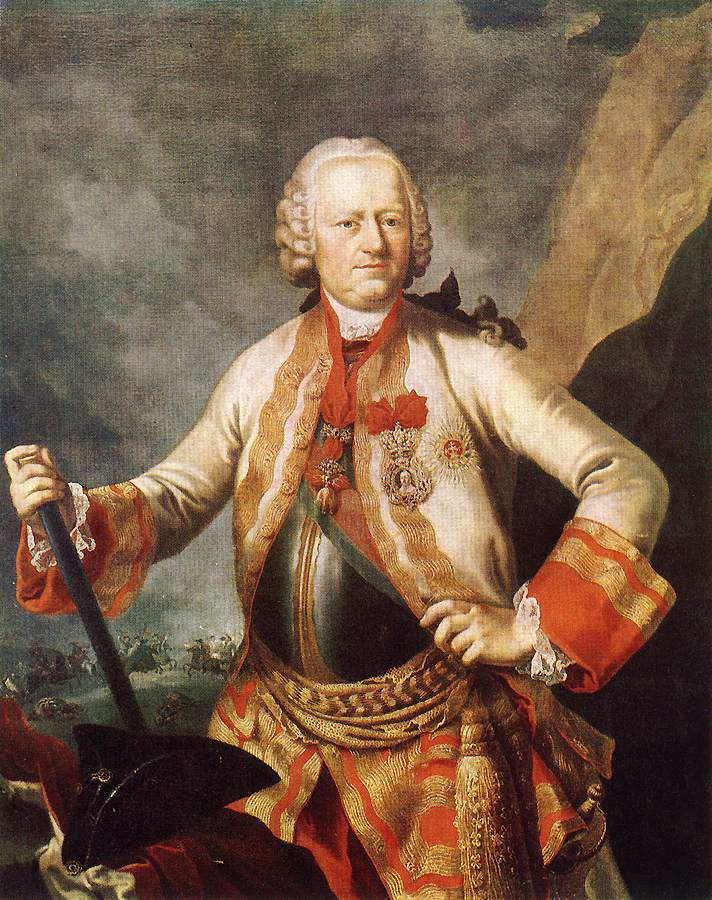
Károly József Batthyány, conte di Németújvár
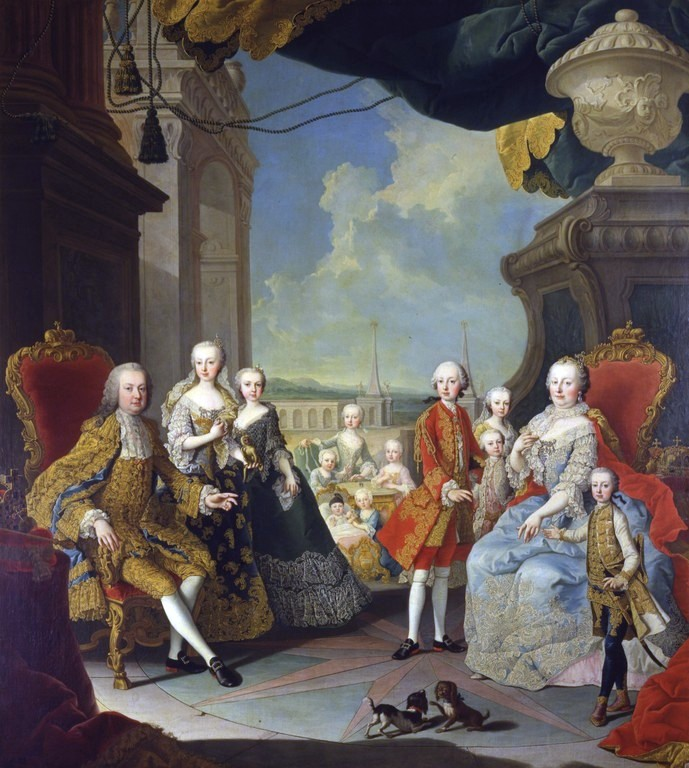
La famiglia imperiale
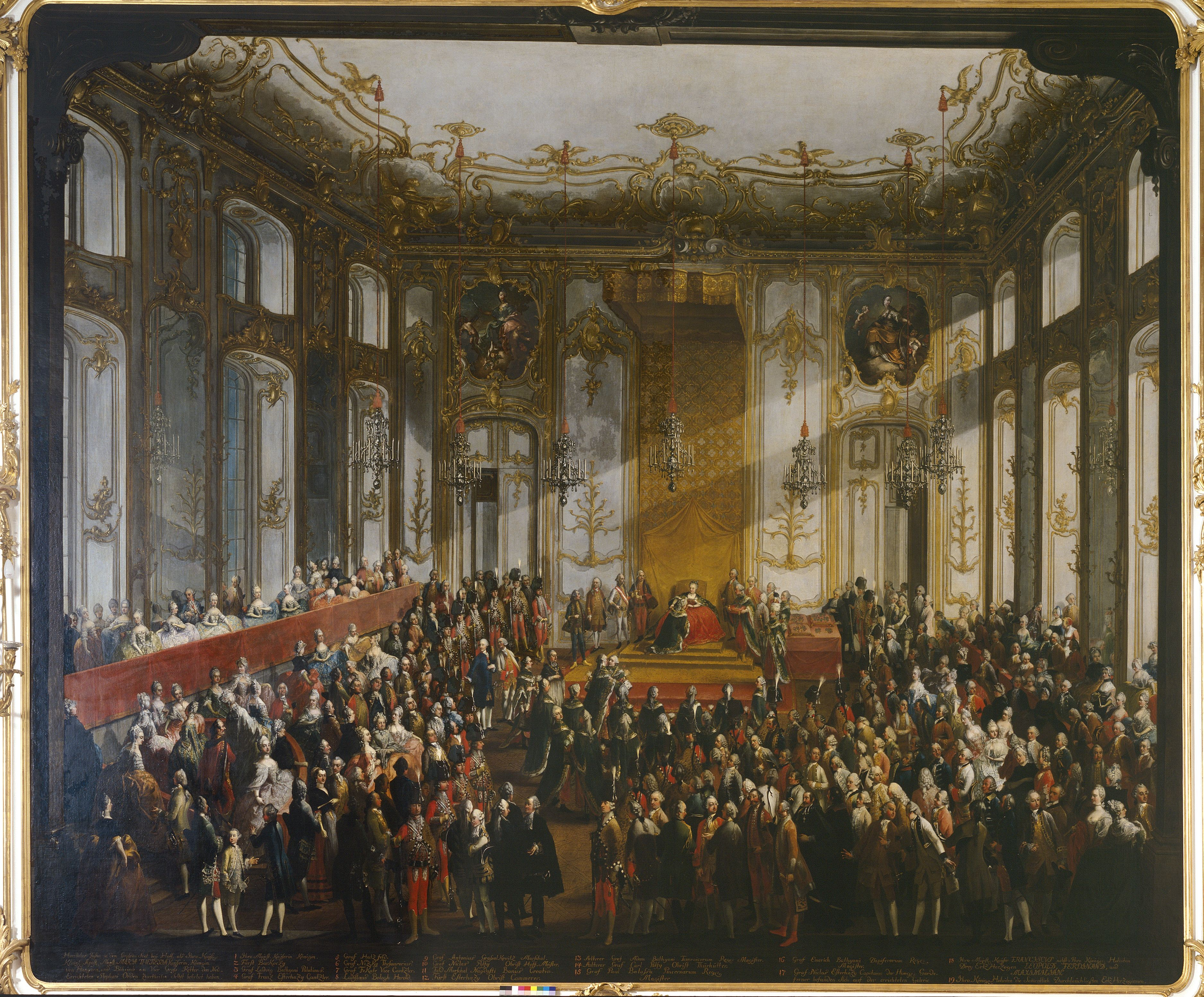
Cerimonia d'investitura dell'Ordine reale di Santo Stefano d'Ungheria